# Svinenský potok
Svinenský (Trhosvinenský) potok je potok v Jihočeském kraji, největší přítok řeky Stropnice. Délka Svinenského potoka je 30 km a plocha povodí měří 129,4 km².

## Průběh toku
Pramení přibližně 1 km od Velkého Jindřichova v okrese Český Krumlov, cca 1 km od Kuní hory v Novohradských horách. Potok protéká mj. obcemi Trhové Sviny a Žumberk. Rovněž napájí a propojuje několik rybníků.  V blízkosti Pašínovic se vlévá zleva do řeky Stropnice.

### Větší přítoky
- Kondračský potok, (L, délka asi 3 km)
- Klenský potok, (L, délka asi 14 km)
- Keblanský potok, (L, délka asi 10 km)
- Farský potok, (P, délka asi 4,2 km)
- Boršíkovský potok, (L, délka asi 3,3 km)

## Vodní režim
Hlásný profil:
| místo        | říční km | plocha povodí | průměrný průtok (Qa) | stoletá voda (Q100) |
| ------------ | -------- | ------------- | -------------------- | ------------------- |
| Trhové Sviny | 12,00    | 57,70 km²     | 0,345 m³/s           | 58,0 m³/s           |

## Život v řece
Svinenský potok patří k malým vodním tokům Novohradských hor a Novohradského podhůří s vysokou kvalitou vody, zachovalými břehovými porosty a přírodním korytem, což se projevuje na výskytu vzácné vodní fauny (mihule potoční, rak kamenáč, perlorodka říční). Výskyt mihule potoční byl potvrzen v okolí Hartunkovského rybníka.

## Památky
Na Svinenském potoce se nachází kulturní památky:
- Kudrleho hamr v obci Rejta
- Severní mostek v Pěčíně